# 相沢なほこ
相沢なほこ（あいざわ なおこ、1969年5月24日 - ）は、日本のタレント、女優、元グラビアアイドルである。本名（旧姓）は和賀 尚子。岩手県出身。昭和女子大学短期大学部卒。身長161cm、B85cm、W58cm、H85cm（1992年3月）。血液型B型。

## 来歴
19歳の時、モデルとしてデビュー。1990年度ミスコロナ準グランプリ、1990年度ミスBig Johnなどを受賞。'92共同石油イメージ・ガールに選ばれ、自慢の股下84センチメートルの美脚に1億円の保険を懸けて話題を呼んだ。
テレビドラマやオリジナルビデオでの女優業のほか、深夜番組『オールナイトフジ』の司会やリポーターとして活躍した。1993年にはヌード写真集『wish』を発表した。1995年に結婚して以降、芸能活動を休業している。

## 主な出演作品

### テレビバラエティー・情報番組
- オールナイトフジ（1990年7月 - 9月、フジテレビ）
- 水着でKISS ME（1991年 - 1992年、テレビ東京）
- TAXI A GOGO（1993年 - 1995年、北海道放送・東北放送・静岡放送・山陽放送・中国放送）
- NEWSもぎたて朝一番（1994年 - 1995年、テレビ東京）

### テレビドラマ
- ドラマチック22「ステキなわがままママ」（1990年3月、TBS）
- 1991夏の美女水着物語（1991年5月、テレビ東京）- 主演
- 鎌倉恋愛委員会 第6回「出会いはオンタイム」（1991年、TBS）
- 本当にあった怖い話 第15回「ダイヤルQ2の罠」（1992年、テレビ朝日）
- 映画みたいな恋したい 総集編（1992年、テレビ東京）

### オリジナルビデオ
- ストロベリータイムス3 恋のサンダーボール作戦（1990年）
- 女教師仕置人 復讐の女神（1990年）
- 女教師仕置人 地獄の女神（1990年）
- 愛人 A LOVER（1992年）
- こちら凡人組（1992年）
- 食べちゃいたい!（1993年）
- マッスルストーム（1995年）

### CM
- 名鉄（1991年）

## 書籍

### 写真集
- 相沢なほこ写真集（1990年6月、ビックマン BIG MAN SERIES） ISBN 4894050315
- Volupia 快楽の女神（1990年6月、薮下修撮影、TIS パパラブックス） ISBN 4847021452
- Adlib（1991年9月、清水清太郎撮影、TIS パパラブックス） ISBN 4847022173
- SHANGLI-LA（1992年5月、渡辺達生撮影、スコラ） ISBN 4796200797
- プライヴェート（1992年10月、安達尊撮影、ビクター音楽産業） ISBN 4893890646
- wish 相沢なほこ冩眞集（1993年12月、渡辺達生撮影、ワニブックス） ISBN 4847023498

## イメージビデオ・DVD
- パウダー・レインボウ（1990年11月）
- まぶしくって!!ごめん（1991年6月）
- スコラビデオ 相沢なほこ（1992年6月、スコラ）
- スコラビデオ 相沢なほこ（1993年5月、スコラ）
- アイドル黄金伝説 相沢なほこI～III（2002年 - 2003年、ブロードウェイ）

## その他
- 大磯ロングビーチ（1991年キャンペーンガール）